# Podagrion beharensis
Podagrion beharensis är en stekelart som beskrevs av Jean Risbec 1955. Podagrion beharensis ingår i släktet Podagrion och familjen gallglanssteklar.
Artens utbredningsområde är Madagaskar. Inga underarter finns listade i Catalogue of Life.